# Onitis tanzaniensis
Onitis tanzaniensis là một loài bọ cánh cứng trong họ Bọ hung (Scarabaeidae).